# تمرد ثاسوس

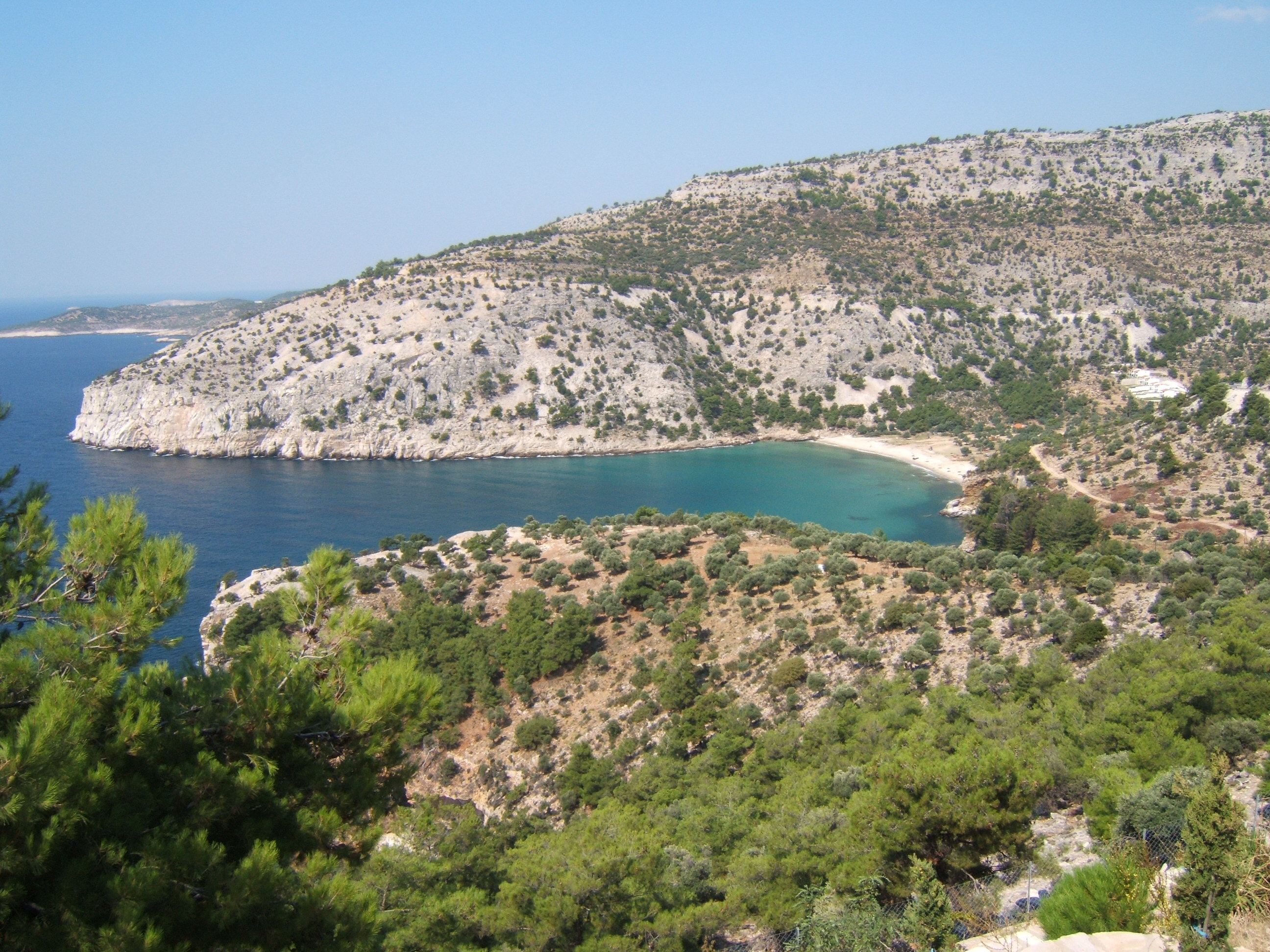

تمرد ثاسوس هو حادثة وقعت في عام 465 قبل الميلاد، تمرد خلالها سكان جزيرة ثاسوس ضد هيمنة أثينا، وسعوا إلى إلغاء عضويتها في الحلف الديلي. كان ما عزز ذلك التمردَ نزاعٌ نشب بين سكان أثينا وسكان ثاسوس حول السيطرة على رواسب الفضة في بر تراقيا الرئيس، وهو المكان الذي استخرج منه سكان ثاسوس الفضة منذ القدم.
سُحق التمرد في نهاية المطاف بعد حصار طويل، لكن في وقت سابق، وعدت أسبرطة سكان ثاسوس بغزو أتيكا. لم يتمكن الأسبرطيون من الوفاء بوعدهم بسبب زلزال وقع في لاكونيا، والذي أدى بدوره إلى اندلاع ثورة الهيلوتس.
وثّق ثوقيديدس حادثة ثاسوس باعتبارها إحدى الأحداث التي وقعت في التاريخ اليوناني القديم الذي شهد تحوّل الحلف الديلي إلى إمبراطورية أثينية. يعتبر المؤرخون الحديثون تمردَ ثاسوس مؤشراً على السياسات الداخلية لأسبرطة، ما يكشف وجود طرف عسكري قوي هناك خلال أوقات السلم والانسجام بين أثينا وأسبرطة، وينذر بتصدع العلاقات التي أدت لاحقًا إلى اندلاع الحرب البيلوبونيزية الأولى بحلول نهاية العقد.

## أثينا وثاسوس
وثّق ثوقيديدس النزاع الذي نشب بين أثينا وثاسوس، والذي سبّبه نزاعٌ حول الهيمنة على أسواق تراقيا واستخراج الذهب الذي هيمن عليه سكان ثاسوس. يعتقد معظم المؤرخون أن أثينا كانت الطرف المعتدي في هذا النزاع، لكن المؤرخ البريطاني جوفري إرنست موريس دو سانت كروا يقول أن أثينا تدخلت على حساب دولة أصغر عانت من هيمنة ثاسوس. كانت الأسواق والمناجم مربحة، وخسارتهما لأثينا تعني ضربة اقتصادية خطيرة لثاسوس، وهكذا نشب النزاع. أرسلت أثينا أيضًا مجموعة كبيرة من المستوطنين لإنشاء مستوطنة دُعيت إنيه هودوي، والتي أصبحت لاحقًا موقع بلدية أمفيبولِس. لو نجح سكان أثينا بإنشاء تلك المستوطنة (التي استوطنها السكان المحليون بعد فترة قصيرة)، لأصبحت قاعدة من إجل نشر سطوة أثينا ونفوذها في منطقةٍ تملك فيها ثاسوس مصالح كثيرة. كانت ثاسوس دولة ذات قوة بحرية وعضو مؤسس في الحلف الديلي، لذا بدلًا من الخضوع لتوغلات أثينا، اختارت ثاسوس المقاومة عسكريًا.

## الحرب
أدت المعركة الأولى إلى فوز أثينا، وحوصرت مدينة ثاسوس. استمر هذا الحصار لأكثر من عامين، تحمل خلالها سكان ثاسوس صعوبات شديدة، هناك حكاية من أيام الحصار تقول أن أي شخص يقترح الاستسلام لأثينا يتعرض لعقوبة الإعدام، وهناك حكاية أخرى عن امرأة من ثاسوس قطعت شعرها لاستخدامه في صناعة الحبال خلال أزمة شحّ في المواد ربما تشير إلى الحصار. كانت مقاومة ثاسوس العنيفة، في جزء منها على الأقل، نتيجة أنباء عن فشل أثينا في إقامة مستوطنة إنيه هودوي، وتفيد تلك الأنباء بتعرض المستوطنين –الذين نجحوا في البداية– إلى هزيمة، وطُردوا على يد القبائل المحلية (من غير المعروف إن توفي العساكر الـ 300 المرافقون للمستوطنين أم توفي جميع المستوطنين البالغ عددهم 10 آلاف). أمل سكان ثاسوس أيضًا بوصول تدخل خارجي، فهم طبلوا مساعدة أسبرطة سابقًا، وتلقوا وعدًا سريًا بدعمهم عن طريق غزو أتيكا، لكن هذا الوعد لم يتحقق جراء زلزال ضرب لاكونيا وأدى إلى وقوع اضطراب في أسبرطة واندلاع تمرد الهيلوتس، الذين شغلوا مناصبًا في الجيش الأسبرطي لاحقًا ولعدة سنوات. في عام 463 قبل الميلاد، اضطرت ثاسوس أخيرًا إلى الاستسلام.

## أهمية التمرد والأثر
فرضت أثينا الاستيطان القاسي على خصومها المهزومين. تخلت ثاسوس عن مطالبها المتعلقة بالنزاع الحدودي في البر الرئيس، ودمرت أسوارها وسلّمت أسطولها البحري ووافقت على دفع التعويضات والأتاوة لأثينا.